# Fritz Amreich
Fritz (jusqu'en 1940 : Friedrich) Amreich est un homme politique allemand, né le 18 juillet 1895 et mort le 13 mai 1945. Il est membre du Parti national-socialiste des travailleurs allemands (NSDAP) et siège au Reichstag de 1943 à 1945.

## Carrière
Après sa scolarité, Amreich suit une formation de commerçant. Il rejoint le NSDAP en 1926 puis déménage à Graz (Autriche) en 1938.
De juin 1938 au printemps 1941, il est Kreisleiter du NSDAP à Mürzzuschlag. Il travaille aussi pour les instances du parti dans la région des Sudètes. Il est Kreisleiter (Oberbereichsleiter) du NSDAP à Marienbad (Mariánské Lázně) de 1941 à 1945.
Le 14 décembre 1943, Amreich remplace par avancement le député Rudolf Schicketanz (de), exclu du Reichstag sur ordre d'Adolf Hitler. Il représente la région des Sudètes au Reichstag jusqu'à la chute du régime nazi au printemps 1945.
Il meurt peu après la capitulation allemande, le 13 mai 1945.

### Liste connexe
- Liste des députés allemands sous le Troisième Reich (4e législature)